# Нема правила
Нема правила је први студијски албум Славице Ћуктераш. Издат је 2005. године.

## Списак песама
1. Вотка
2. Нема правила
3. Живот ми одузми
4. Не гледај ме
5. Навикла
6. Зваћеш је мојим именом
7. Мона Лиза
8. За мене крај је крај
9. Превари ме